# Parteneck

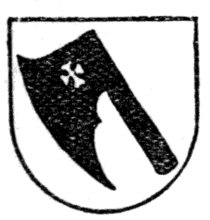
Wappen derer von Parteneck nach der Mehrzahl der Heraldiker

Parteneck, auch Barteneck, war der Name eines landadligen Geschlechts, das bereits Anfang des 13. Jahrhunderts in Massenhausen in Oberbayern belegt ist.
Parteneck war der frühere Name des heutigen Johanneck im Landkreis Freising.

## Geschichte
Die Partneck waren Ministeriale der Wittelsbacher und nannten sich nach ihrem ursprünglichen Namen Kammer (auch: Kamer, Camer) Kammer-Parteneck. Allgemein zählten die von Parteneck zum altbayerischen Turnieradel.
Einige Wappenbücher berichten davon, dass die Herren von Parteneck, von Massenhausen, von Hilgertshausen, von Cammerberg und von Kamer eines Stammes gewesen sind. Sie führten auch alle ein einheitliches Wappen, nur anhand ihrer Farben zu unterscheiden. Gustav Adelbert Seyler berichtete gar, dass all diese Stämme von denen von Kammer abstammten.
Namentlich sind von denen von Kammer um 1185 die Brüder Ulrich und Arnold beurkundet. Manche dieses Stammes hatten sich dann nach Parteneck benannt. Genau dies berichtet folgende Kunde in einer Aufzählung von einigen Ministerialen: „Arnold von Kammer und sein Sohn Berthold von Parteneck“. Im Jahr 1165 war Caspar von Parteneck (Caspar von Partneckh) und Pfalzgraf Otto von Wittelsbach im zehnten Turnier in Zürich zugegen.
Um 1200 sei Berthold von Parteneck (Perhtoldus von Partenekke) der Vater Ulrichs von Kammer (Ulricus de Chamer) gewesen, berichtete hingegen der Historischen Vereins für Niederbayern.

## Wappen
Von dem Wappen derer von Paterneck gibt es drei verschiedene Versionen der Farbgebung. Ohnehin haben die fünf Familien – Parteneck, Massenhausen, Hilgertshausen, Cammerberg und Cammer – das gleiche Wappen: Eine Parte.
Der britische Heraldiker Arthur Charles Fox-Davies, Johann David Köhler, Johann Martin Maximilian Einzinger von Einzing, Wiguleus Hund und Otto Titan von Hefner geben das Wappen folgendermaßen: Eine schwarze Parte im weißen bzw. silbernen Schild.

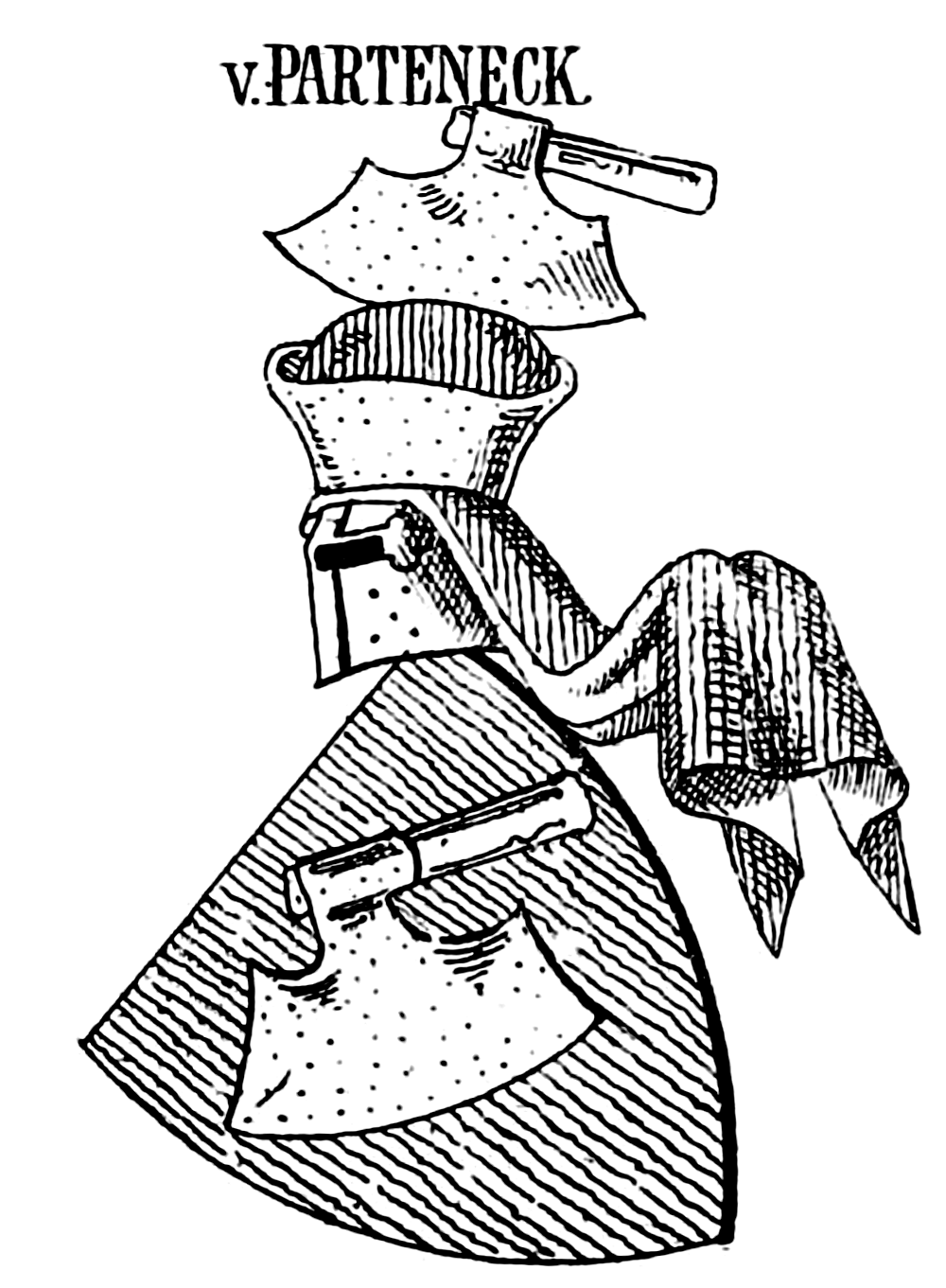
Wappen derer von Parteneck nach Seyler

Gustav Adelbert Seyler zufolge ist die Parte gold in rotem Schild. Auf dem Helm mit rot–goldenen Decken ein gold aufgeschlegener roter Hut, oben mit der goldenen Parte besteckt.